# Monojapyx
Monojapyx es un género de Diplura en la familia Japygidae.

## Especies
- Monojapyx simplex (Verhoeff, 1923)